# Техаський циклон
«Техаський циклон» (англ. Texas Cyclone) — вестерн 1932 року режисера Д. Росс Ледермана. Головні ролі зіграли знялися Тім Маккой, Ширлі Грей, Вілер Окман, Джон Вейн та Волтер Бреннан.

## Сюжет
«Техасець» Грант приїжджає в незнайоме місто, де всі вважають його правоохоронцем на ім'я Джим Ролінгз, якого вбили кілька років тому. Бармен Гефті та шериф Коллінз колись дружили з Роулінгом, та придумали план, як переконати місцевих бандитів, що Ролінгз й справді повернувся.
Грант допомагає вдові, яка після смерті Ролінгза не може впоратись з керівництвом ранчо. Він приймає «роль» Джима Ролінгза, та звільняє всіх робітників, крім одного, порядного молодого чоловіка на ім'я Стів Пікетт.
Разом, Грант та Пікетт намагаються допомогти вдові відновити роботу ранчо.

## У ролях
- Тім МакКой — «Техасець» Грант
- Ширлі Грей — Гелен Ролінгс
- Вілер Окмен — Юта Беккер
- Джон Вейн — Стів Пікетт
- Воллес Макдональд — Нік Лоулер, начальник ранчо
- Джеймс Фарлі — Вебб Олівер
- Волтер Бреннан — шериф Лью Коллінз
- Дік Дікінсон — метальник ножів (немає в титрах)